# Wings 3D
Wings 3D – wolne i otwarte oprogramowanie do modelowania obiektów trójwymiarowych wzorowane na aplikacjach Nendo oraz Mirai produkcji Izware. Nazwa wywodzi się od „uskrzydlonej struktury danych opartej na krawędziach” (ang. winged edge data structure), której używa wewnętrznie przy przechowywaniu pozycji wierzchołków. Ten system przechowywania danych potocznie nazywany jest właśnie Wings.
Wings 3D przydatne jest przy tworzeniu obiektów o niewielkiej oraz średniej złożoności liczbie wielokątów. Program nie posiada możliwości animowania obiektów. Podczas wyświetlania obiektów korzysta jedynie z podstawowych możliwości biblioteki OpenGL, obrazy mogą być jednak renderowane również za pomocą zewnętrznych silników renderujących jak Yaf-Ray lub Pov-Ray.
Mimo to Wings 3D jest zazwyczaj wykorzystywane przy modelowaniu obiektów wykorzystywanych następnie w innych aplikacjach o bardziej rozwiniętych możliwościach w zakresie renderowania lub animacji, jak Blender, 3ds Max, Maya i inne.

## Licencja
Program udostępniany jest na zasadach licencji BSD.

## Wspierane środowiska
Wings 3D dostępne jest w kilku wersjach dostępnych dla wszystkich popularnych systemów operacyjnych jak: Windows, Mac OS X, Linux.

## Możliwości
- Spora liczba narzędzi pomocnych przy kształtowaniu siatki obiektów
- Wsparcie operacji wektorowych
- Możliwość personalizacji skrótów klawiszowych
- Tweak Mode pozwalający na szybkie zmiany w ogólnym kształcie siatki
- Możliwość dodawania i edytowania Oświetlenia, Materiałów, Tekstur, and Kolorów wierzchołków
- Mapping AutoUV
- Wsparcie dla Ngon-ów
- Menadżer wtyczek
- Pozwala na import oraz eksport do wielu popularnych formatów

## Wspierane formaty plików
Wings 3D posiada własny format plików (.wings), lecz pozwala również na eksport obiektów do wielu innych, popularnych formatów.

### Import
- Nendo (.ndo)
- 3D Studio (.3ds)
- Adobe Illustrator (.ai)
- Autodesk FBX (.fbx)
- Lightwave/Modo (.lwo/.lxo)
- Wavefront (.obj)
- PostScript (Inkscape) (.ps)
- Encapsulated PostScript (.eps)
- Stereolithography (.stl)

### Eksport
- Nendo (.ndo)
- 3D Studio (.3ds)
- Adobe Illustrator (.ai)
- BZFlag (.bzw)
- Kerkythea (.xml)
- Autodesk FBX (.fbx)
- Lightwave/Modo (.lwo/.lxo)
- Wavefront (.obj)
- POV-Ray (.pov)
- Cartoon Edges (.eps)
- Stereolithography (.stl)
- Renderware (.rwx)
- VRML 2.0 (.wrl)
- DirectX (.x)
- Collada (.dae)